# Liviu Neculai Marcu
Liviu Neculai Marcu (n. 15 februarie 1955) este un deputat român în legislatura 1992-1996, ales în județul Brăila pe listele PNȚCD. Liviu Neculai Marcu a demisionat pe data de 5 septembrie 1996 și a fost înlocuit de deputatul Flaviu-George Brezeanu.